# デュエット・ウィズ・オリビア
『デュエット・ウィズ・オリビア』（(2)）は、2002年にリリースされたオリビア・ニュートン＝ジョンの19枚目のスタジオ・アルバムである。

## 解説
- オーストラリア出身のシンガーとのデュエットを中心としたアルバム。

## 収録曲
1. サンバーンド・カントリー - Sunburned Country
  - キース・アーバンとのデュエット。
2. リフト・ミー・アップ - Lift Me Up
  - ダレン・ヘイズとのデュエット。
3. アイル・カム・ランニン - I'll Come Runnin
  - ティナ・アリーナとのデュエット。
4. デンターフィールド・サドラー - Tenterfield Saddler
  - ピーター・アレンとのデュエット。
5. アイ・ウィル・ビー・ライト・ヒア - I Will Be Right Here
  - デヴィッド・キャンベルとのデュエット。
6. ラヴ・ユー・クレイジー - Love You Crazy
  - ヒューマン・ネイチャーとのデュエット。
7. バッド・アバウト・ユー - Bad About You
  - ビリー・ソープとのデュエット。
8. アイム・カウンティング・オン・ユー - I'm Counting on You
  - ジョニー・オキーフとのデュエット。
9. ネヴァー・ファー・アウェイ - Never Too Far Away
  - リチャード・マークスとのデュエット。
10. ハッピー・デイ - Happy Day
  - ジミー・リトルとのデュエット。
11. アクト・オブ・フェイス - Act of Faith
  - マイケル・マクドナルドとのデュエット。
12. レット・イット・ビー・ミー - Let It Be Me
  - クリフ・リチャードとのデュエット、日本盤ボーナストラック。